# Resurrection (Brian May)
Resurrection is een nummer van Queen-gitarist Brian May uit 1993. Het is de vierde single van zijn eerste soloalbum Back to the Light.
Ook de Engelse drummer Cozy Powell en de Australische gitarist Jamie Page hebben aan het nummer meegewerkt. Het nummer werd enkel in het Verenigd Koninkrijk een hitje met een 23e positie.